# Evangelische Kirche Birkelbach

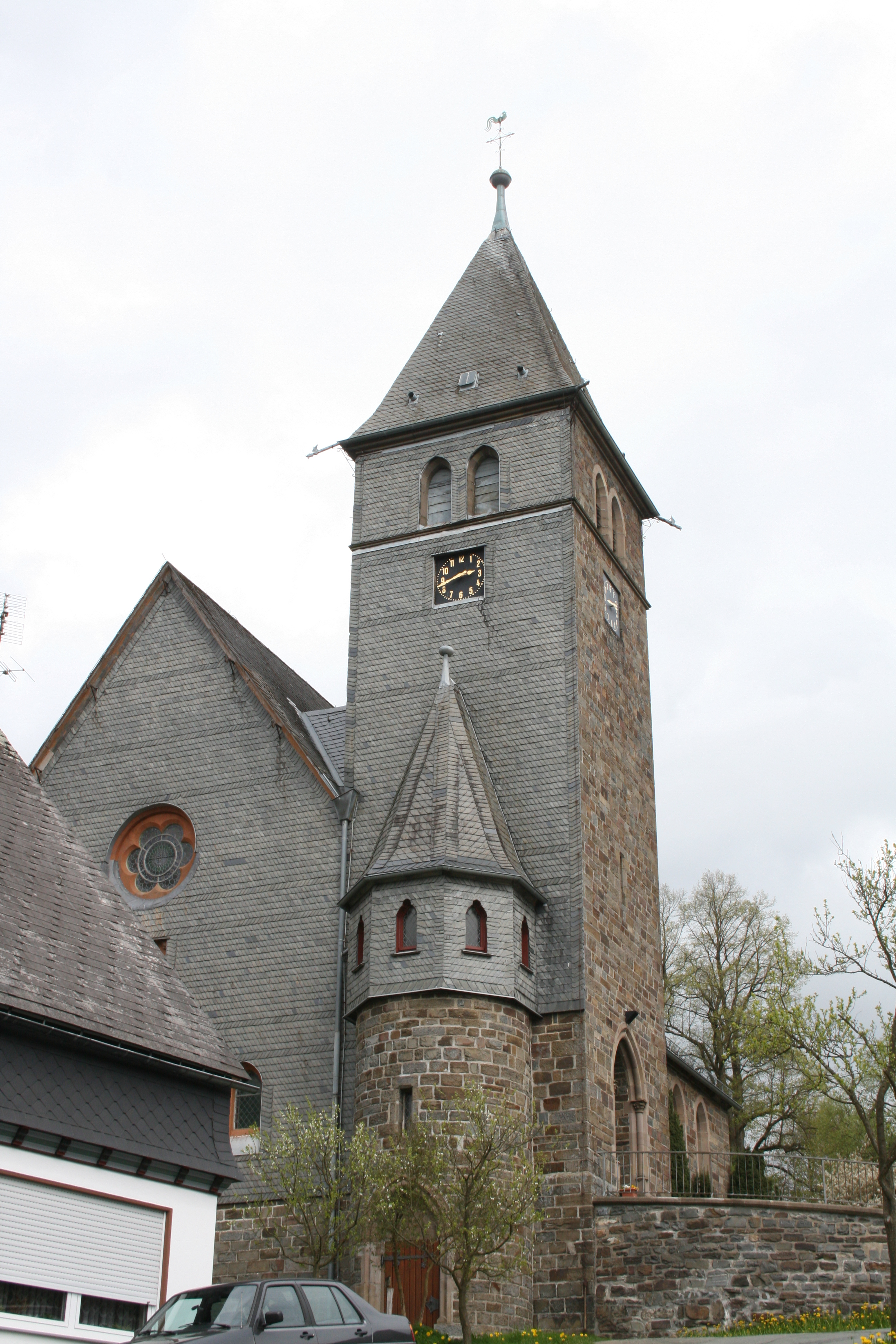
Evangelische Kirche in Birkelbach

Die evangelische Kirche Birkelbach ist ein denkmalgeschütztes Kirchengebäude in Birkelbach, einem Ortsteil von Erndtebrück im Kreis Siegen-Wittgenstein (Nordrhein-Westfalen).

## Kirchengemeinde
Die Kirchengemeinde Birkelbach besteht aus den Ortschaften Womelsdorf, Röspe, Birkefehl und Birkelbach, sie hat derzeit rund 1150 Gemeindemitglieder, ist 25,82 km2 groß und verfügt über eine Pfarrstelle unter dem Patronat der Fürsten zu Sayn-Wittgenstein-Berleburg.

## Geschichte und Architektur

Kirche von 1707, Aufnahme vor dem Abbruch im Jahr 1900

Die heutige Kirche der Kirchengemeinde Birkelbach ist nicht die erste Kirche in Birkelbach. Als erste Kirche in Birkelbach gilt die Erweiterung einer vorreformatorischen Kapelle durch einen hölzernen Anbau im Rahmen der Gründung der Pfarrei Birkelbach im Jahre 1619. Die Kirche war eine typische Kapellen Kirche, über deren genaues Aussehen nichts bekannt ist. Erster Kirchmeister und vielleicht auch Zimmermann der Kirche war Hans Stephan Hes aus Röspe.

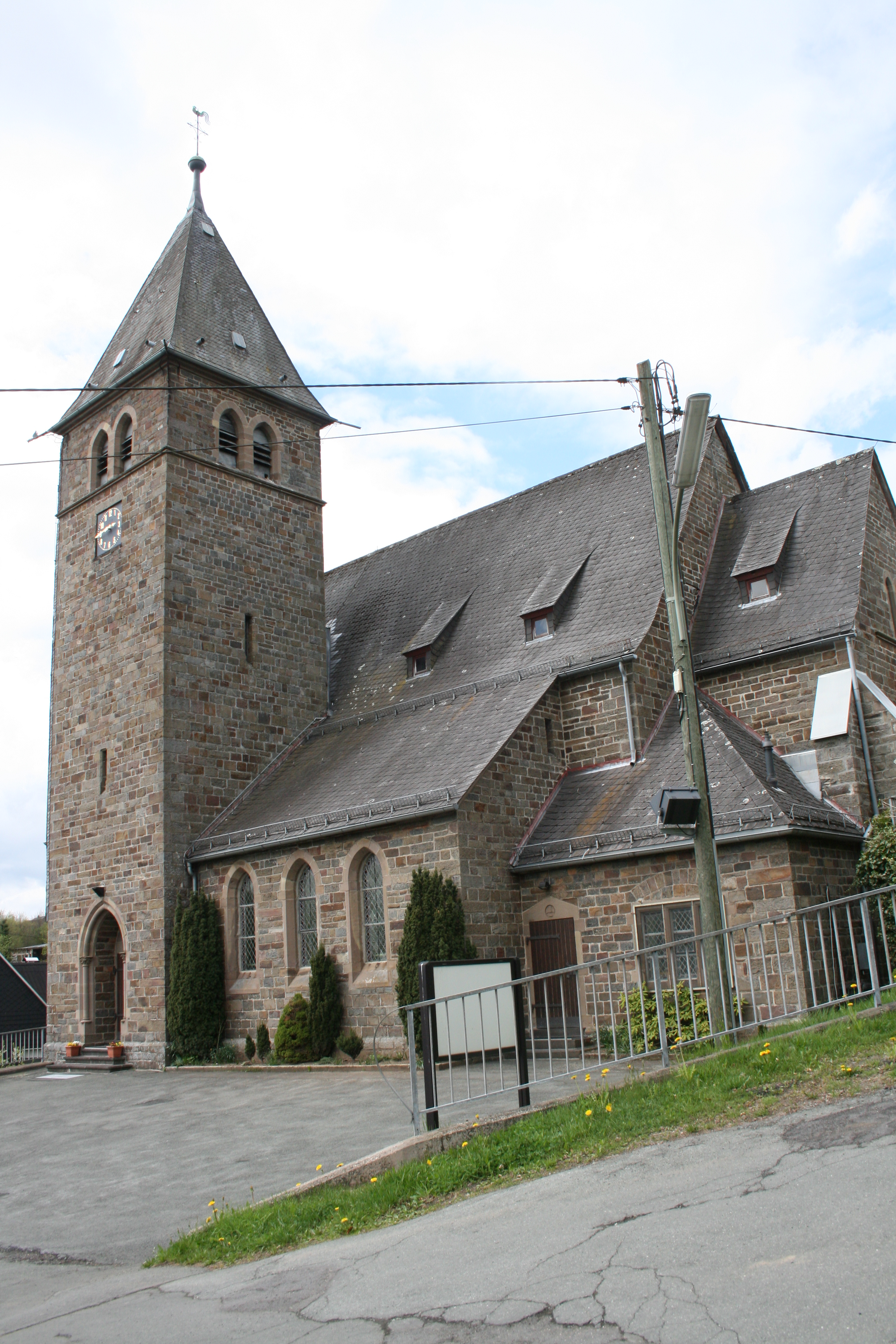
Evangelische Kirche in Birkelbach

Kirche von 1707, Innenaufnahme, vor dem Abbruch im Jahr 1900

1707 wurde nach dem Abbruch der Kapellenkirche in einer Bauzeit von 18 Wochen eine neue, zweite Kirche errichtet. Die Kirche hatte eine Länge von 14,20 Metern, die Breite betrug 9,63 Meter. Die Grundfläche des Turmes betrug 2,83 × 3,68 Meter. Diese Kirche war ein schlichter Zweckbau. Eine rechteckige Halle mit Holzgewölbe angebauter Turm, ein einziger Eingang an der Südseite und drei Fenster an der Ostwand sorgten für die Beleuchtung. 1897 wurde diese Kirche wegen Baufälligkeit geschlossen.
Die dritte, noch bestehende, Birkelbacher Kirche wurde 1900 an Stelle der bisherigen Kirche gebaut. Seit dem 25. September 1991 ist sie in der Denkmalliste der Gemeinde Erndtebrück eingetragen.